# Otterburn Park
Otterburn Park ist eine Stadt im Südwesten der kanadischen Provinz Québec. Sie liegt in der Verwaltungsregion Montérégie, etwa 30 Kilometer östlich von Montreal. Otterburn Park gehört zur regionalen Grafschaftsgemeinde (municipalité régionale du comté) La Vallée-du-Richelieu, hat eine Fläche von 5,37 km² und zählt 8479 Einwohner (Stand: 2021).

## Geographie
Otterburn Park liegt in der Region Rive-Sud, am rechten Ufer des Rivière Richelieu. Dieser Nebenfluss des Sankt-Lorenz-Stroms bildet zugleich die westliche Stadtgrenze. Das Gelände ist aufgrund seiner Lage im Sankt-Lorenz-Tiefland weitgehend flach. In geringer Entfernung zur nordöstlichen Stadtgrenze ragt der 414 Meter hohe Mont Saint-Hilaire empor. Er gehört zu den Montérégie-Hügeln und bildet eine weitherum sichtbare Landmarke. Otterburn Park ist mit Belœil, McMasterville und Mont-Saint-Hilaire zu einer Agglomeration mit über fünfzigtausend Einwohnern zusammengewachsen.
Nachbargemeinden sind Belœil im Norden, Mont-Saint-Hilaire im Osten, Saint-Mathias-sur-Richelieu im Süden, Saint-Basile-le-Grand im Westen und McMasterville im Nordwesten.

## Geschichte
Das heutige Stadtgebiet war ursprünglich ein Teil der Gemeinde Mont Saint-Hilaire. 1848 nahm die St. Lawrence and Atlantic Railroad (spätere Grand Trunk Railway) die Eisenbahnlinie von Montreal nach Saint-Hyacinthe in Betrieb. 1885 eröffneten die Gebrüder Campbell einen Landschaftspark. Sie benannten ihn nach der Ortschaft Otterburn in der englischen Grafschaft Northumberland, der Heimat des Grand-Trunk-Generaldirektors Joseph Hickson. Der Otterburn Park entwickelte sich aufgrund der Nähe zur Eisenbahnlinie zu einem beliebten Ausfliegsziel der Bewohner Montreals. Im Jahr 1912 begannen Investoren, in der Umgebung des Parks eine Wohnsiedlung zu erstellen. Sie wurde zunächst nur an Wochenenden und in den Sommermonaten genutzt, der Anteil der ganzjährigen Bewohner erhöhte sich jedoch laufend. 1953 war die Einwohnerzahl ausreichend hoch, um Otterburn Park zu einer eigenständigen Gemeinde zu erklären. 1969 erhielt die Gemeinde den Stadtstatus. Otterburn Park hatte zunächst fast gänzlich eine englischsprachige Bevölkerung, ist heute aber mehrheitlich französischsprachig.

## Bevölkerung
Gemäß der Volkszählung 2011 zählte Otterburn Park 8.450 Einwohner, was einer Bevölkerungsdichte von 1579,4 Einw./km² entspricht. 90,3 % der Bevölkerung gaben Französisch als Hauptsprache an, der Anteil des Englischen betrug 6,7 %. Als zweisprachig (Französisch und Englisch) bezeichneten sich 0,8 %, auf andere Sprachen und Mehrfachantworten entfielen 2,2 %. Ausschließlich Französisch sprachen 46,7 %. Im Jahr 2001 waren 85,8 % der Bevölkerung römisch-katholisch, 6,0 % protestantisch und 7,2 % konfessionslos.

## Verkehr
Dem Flussufer entlang verläuft die Route 133, eine überregionale Hauptstraße zwischen Sorel-Tracy und Saint-Jean-sur-Richelieu. Im benachbarten Mont-Saint-Hilaire kreuzt sie sich mit der Route 116 zwischen Montreal und Lévis. Die Stadt wird durch zwei Buslinien der Gesellschaft CIT de la Vallée du Richelieu erschlossen.